# Trans-Texas Corridor
Il Trans-Texas Corridor, abbreviato in TTC, è un'infrastruttura del Texas incompiuta. Si trattava di un gruppo di strade, ferrovie e linee elettriche che percorrevano insieme circa 6400 km. Esso faceva parte di un progetto che mirava a collegare i tre paesi del Nord America attraverso un corridoio multimodale tra Città del Messico, in Messico, e Winnipeg, in Canada. Il progetto, proposto nel 2001, dopo considerevoli critiche e controversie, fu interrotto nel 2010 sia nella progettazione che nelle prime fasi di costruzione.